# Route nationale 5 (Tunisie)
Pour les autres articles nationaux ou selon les autres juridictions, voir Route nationale 5.
La route nationale 5 ou RN5 est un axe routier de Tunisie qui relie la capitale Tunis (au nord-est) à la frontière algéro-tunisienne (au nord-ouest) en passant par Sakiet Sidi Youssef.
À son extrémité nord-ouest, la N81 (route nationale d'Algérie) relie Sakiet Sidi Youssef à Souk Ahras.
La RN5 était appelée GP5 avant le changement de la normalisation de la numérotation des routes en Tunisie en 2000.

## Villes traversées
- Tunis
- Mornaguia
- Borj El Amri
- Medjez el-Bab
- Testour
- Téboursouk
- Dougga
- El Krib
- Le Kef
- Sakiet Sidi Youssef